# Szent Mihály-templom (Hegykő)
A hegykői Szent Mihály-templom 1904-ben épült neoromán stílusú háromhajós, egytornyú, római katolikus plébániatemplom.

## Története
Hegykőnek már az 1600-as évek óta volt temploma. A jelenlegi templom mögött állt, de mivel vizes talajra épült le kellett bontani. Az új templom egy háromhajós, egytornyos, neo-román stílusú, 1904-ben épült Schiller János tervei alapján. Tornyában három harang található, amelyek Szent Anna és Szent Mihály tiszteletére szenteltek föl, a harmadik pedig egy lélekharang. A templom belső részét Prokop Péter festette. 1956-ra készült el teljes egészében. Szent Mihály arkangyal látható a szentély közepén, amint legyőzi a Sátánt, bal oldalon a Megtestesülés titka látható az Angyali üdvözlet, Jézus születése és az Utolsó vacsora. Jobb oldalon a Megváltás titka ábrázolása látható a keresztre feszítés, Ádám és Éva bűnbeesése, a kígyóval és egy kivont kardú angyallal ábrázolva, majd a Feltámadás és az Egyház születését láthatjuk. A főoltáron Szent Mihály szobra található, mellette Szent István és Szent László királyok szobrai állnak. A bal oldali mellékoltár Jézus Szent Szíve tiszteletére készült, Szent József és Szent Imre szobrok találhatóak rajta. Fölötte Szűz Mária ábrázolása a Világ királynőjeként, amint lábával széttapossa a kígyó fejét, hegykői falurészlet között ábrázolva. Jobb oldali mellékoltár a lourdes-i Szűz Mária oltára, mellette Szent Joachim és Szent Anna szobrai találhatóak meg. A templom színes ablaküvegjeit 1958-ban Árkayné Sztehló Lili készítette, magyar szenteket és boldogokat ábrázolnak. Az orgona 1927-ben készült, Fittler Sándor munkája. 1980-ban került átépítésre Szakács István által. 2004-ben újították föl a templomot.

## Képek

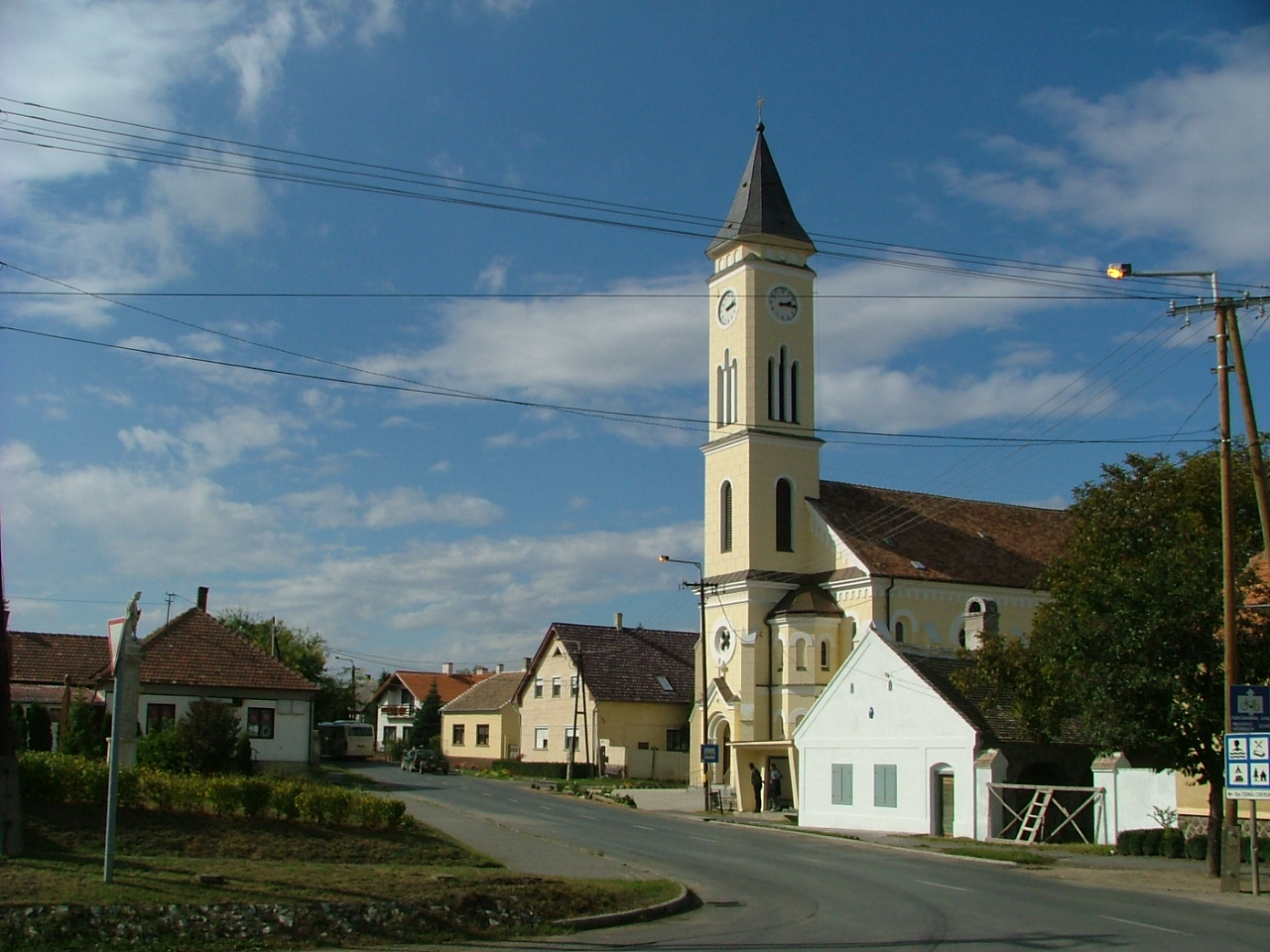